# Paul Büchel (Judoka)
Paul Büchel (* 18. Januar 1953) ist ein ehemaliger liechtensteinischer Judoka.

## Karriere
Büchel trat bei den Olympischen Sommerspielen 1976 in Montreal an, wo er den 18. Rang im Halbschwergewicht belegte. 1983 war er Gründungsmitglied des Judo Club Ruggell und wurde zum ersten Präsidenten gewählt.